# 7038 Tokorozawa
A 7038 Tokorozawa 1995 DJ2 egy kisbolygó a Naprendszerben. Naoto Sato és Urata Takesi fedezte fel 1995. február 22-én.